# Eleições europeias de 2024
As eleições parlamentares europeias de 2024 ocorreram entre 6 e 9 de junho de 2024 nos 27 estados-membros da União Europeia, sendo o dia das eleições escolhido de acordo com os costumes locais. Em Portugal, as eleições tiveram lugar no dia 9 de junho. As pessoas recenseadas no estrangeiro votaram a 8 e 9 de junho. Estas foram as décimas eleições diretas para o Parlamento Europeu desde 1979, e foram as primeiras realizadas desde o Brexit.

## Cenário político
Nas eleições europeias de 2019 realizadas entre 23 a 26 de maio, os dois principais partidos e grupos politicos europeus, os democratas-cristãos (Partido Popular Europeu) e os socialistas/social-democratas (Partido Socialista Europeu), sofreram uma grande perda de votos e deputados, enquanto os liberais (Renovar a Europa), os verdes (Verdes/Aliança Livre Europeia) e a extrema-direita (Identidade e Democracia) obtiveram um grande aumento da sua representatividade. Estes resultados criaram uma situação complexa, que só foi desbloqueada com a eleição de Ursula von der Leyen como presidente da Comissão Europeia. Apesar de ter sido uma candidata de compromisso, a votação para a sua eleição provocou uma grande divisão nos grupos europeus, com especial destaque para os socialistas europeus onde houve uma maioria de deputados que votou contra a eleição de von der Leyen.
As eleições de 2024 serão das eleições mais polarizantes na história do Parlamento Europeu devido à ascensão de partidos da direita populista e de extrema-direita nas sondagens. Desde das últimas eleições europeias, estes partidos têm tido um forte crescimento pela Europa com diversos destes partidos a lideram ou fazerem parte de governos europeus como na Hungria (Fidesz), Itália (Irmãos de Itália e Liga Norte), Suécia (Democratas Suecos), Finlândia (Partido dos Finlandeses), Eslováquia (Partido Nacional Eslovaco), Croácia (Movimento da Pátria) e, mais recente, nos Países Baixos (Partido pela Liberdade). A campanha do centro-direita europeu (Partido Popular Europeu) tem levantado muitas questões em alguns comentadores pelos seus esforços em tentar cooperar com partidos dos Reformistas e Conservadores Europeus para um criar um amplo bloco conservador, algo que poderia quebrar a histórica cooperação nas instituições europeias entre os democratas-cristãos, os social-democratas e os liberais europeus.

## Sistema eleitoral
As eleições para o Parlamento Europeu são regulamentadas pelo Tratado da União Europeia, pelo Tratado sobre o Funcionamento da União Europeia e pelo Ato relativo à eleição dos membros do Parlamento Europeu por sufrágio universal direto (o Ato Eleitoral). O Ato Eleitoral estabelece que o procedimento eleitoral é regido pelas disposições nacionais de cada estado membro, sujeitas às disposições do ato. As eleições são conduzidas por sufrágio universal direto por representação proporcional, utilizando um sistema de lista ou voto único transferível. O limite eleitoral nacional não pode exceder 5% dos votos.

### Tentativas de reforma eleitoral
Em junho de 2018, o Conselho concordou em mudar a lei eleitoral da UE e reformar as antigas leis do Ato Eleitoral de 1976, conforme emendado em 2002. Novas disposições incluíam um limite obrigatório de 2% para países com mais de 35 assentos e regras para prevenir que eleitores votem em múltiplos países. Após a adoção do Ato pelo Conselho, com consentimento dado pelo Parlamento Europeu em julho de 2018, nem todos os estados membros ratificaram o Ato antes das eleições de 2019, que ocorreram sob as regras antigas. Até 2023, a reforma ainda não havia sido ratificada por Chipre e Espanha; a Alemanha só ratificou no verão de 2023.
Em 3 de maio de 2022, o Parlamento Europeu votou para propor uma nova lei eleitoral, que conteria disposições para eleger 28 assentos em listas transnacionais. Até 2024, essa reforma não foi aprovada pelo Conselho, que deve aprová-la por unanimidade, o que significa que a eleição será conduzida sob o Ato Eleitoral de 1976, conforme emendado em 2002.

### Proporção
Como resultado do Brexit, 27 assentos da delegação britânica foram distribuídos para outros países em janeiro de 2020 (aqueles eleitos em 2019, mas que ainda não tinham tomado posse, assumiram seus assentos). Os outros 46 assentos foram abolidos, com o número total de deputados europeus diminuindo de 751 para 705.
Um relatório no Parlamento Europeu propôs, em fevereiro de 2023, modificar a distribuição dos assentos no Parlamento Europeu e aumentar o número de deputados de 705 para 716, a fim de se adaptar ao desenvolvimento da população e preservar a proporcionalidade degressiva. A proposta foi aprovada no plenário em junho de 2023. Em 26 de julho de 2023, o Conselho chegou a um acordo preliminar, que aumentaria o tamanho do Parlamento Europeu para 720 assentos. Em 13 de setembro de 2023, o Parlamento Europeu consentiu com essa decisão, que foi adotada pelo Conselho Europeu em 22 de setembro de 2023.

### Sistema eleitoral por país
| Estado-membro   | Assentos | Data         | Idade mínima para votar | Voto compulsório | Idade mínima para se candidatar | Sistema eleitoral       | Seleção de candidato    |
| --------------- | -------- | ------------ | ----------------------- | ---------------- | ------------------------------- | ----------------------- | ----------------------- |
| Áustria         | 20(+1)   | 9 de junho   | 16                      | Não              | 18                              | D'Hondt                 | Lista semi-aberta       |
| Bélgica         | 22(+1)   | 9 de junho   | 16                      | Sim              | 18                              | D'Hondt                 | Lista semi-aberta       |
| Bulgária        | 17       | 9 de junho   | 18                      | Sim              | 21                              | Resto maior             | Lista semi-aberta       |
| Croácia         | 12       | 9 de junho   | 18                      | Não              | 18                              | D'Hondt                 | Lista semi-aberta       |
| Chipre          | 6        | 9 de junho   | 18                      | Não              | 21                              | Resto maior             | Lista aberta            |
| República Checa | 21       | 7-8 de junho | 18                      | Não              | 21                              | D'Hondt                 | Lista semi-aberta       |
| Dinamarca       | 15(+1)   | 9 de junho   | 18                      | Não              | 18                              | D'Hondt                 | Lista aberta            |
| Estónia         | 7        | 3-9 de junho | 18                      | Não              | 21                              | D'Hondt                 | Lista aberta            |
| Finlândia       | 15(+1)   | 9 de junho   | 18                      | Não              | 18                              | D'Hondt                 | Lista aberta            |
| França          | 81(+2)   | 9 de junho   | 18                      | Não              | 18                              | D'Hondt                 | Lista fechada           |
| Alemanha        | 96       | 9 de junho   | 18                      | Não              | 18                              | Sainte-Laguë            | Lista fechada           |
| Grécia          | 21       | 9 de junho   | 17                      | Sim              | 25                              | Resto maior             | Lista aberta            |
| Hungria         | 21       | 9 de junho   | 18                      | Não              | 18                              | D'Hondt                 | Lista fechada           |
| Irlanda         | 14(+1)   | 7 de junho   | 18                      | Não              | 21                              | Voto único transferível | Voto único transferível |
| Itália          | 76       | 8-9 de junho | 18                      | Não              | 25                              | Resto maior             | Lista aberta            |
| Letónia         | 9(+1)    | 8 de junho   | 18                      | Não              | 21                              | Sainte-Laguë            | Lista aberta            |
| Lituânia        | 11       | 9 de junho   | 18                      | Não              | 21                              | Resto maior             | Lista aberta            |
| Luxemburgo      | 6        | 9 de junho   | 18                      | Sim              | 18                              | D'Hondt                 | Panachage               |
| Malta           | 6        | 8 de junho   | 16                      | Não              | 18                              | Voto único transferível | Voto único transferível |
| Países Baixos   | 31(+2)   | 6 de junho   | 18                      | Não              | 18                              | D'Hondt                 | Lista semi-aberta       |
| Polónia         | 53(+1)   | 9 de junho   | 18                      | Não              | 21                              | Resto maior             | Lista aberta            |
| Portugal        | 21       | 9 de junho   | 18                      | Não              | 18                              | D'Hondt                 | Lista fechada           |
| Roménia         | 33       | 9 de junho   | 18                      | Não              | 23                              | D'Hondt                 | Lista fechada           |
| Eslováquia      | 15(+1)   | 8 de junho   | 18                      | Não              | 21                              | Resto maior             | Lista semi-aberta       |
| Eslovénia       | 9(+1)    | 9 de junho   | 18                      | Não              | 18                              | D'Hondt                 | Lista semi-aberta       |
| Espanha         | 61(+2)   | 9 de junho   | 18                      | Não              | 18                              | D'Hondt                 | Lista fechada           |
| Suécia          | 21       | 9 de junho   | 18                      | Não              | 18                              | Sainte-Laguë modificado | Lista semi-aberta       |

## Pesquisas

### Projeções de assentos
| Fonte               | Fonte               | Data atualizada        | Número de assentos | Esquerda Unitária | S&D      | V/ALE              | Renovar | PPE | ECR | ID | NI | Outros |     |    |    |    |    |
| ------------------- | ------------------- | ---------------------- | ------------------ | ----------------- | -------- | ------------------ | ------- | --- | --- | -- | -- | ------ | --- | -- | -- | -- | -- |
| Fonte               | Fonte               | Data atualizada        | Número de assentos | PolitPro          | PolitPro | 9 de junho de 2024 | 720     | 40  | 139 | 40 | 81 | Outros | 174 | 74 | 89 | 43 | 40 |
| Politico Europe     | Politico Europe     | 6 de junho de 2024     | 720                | 32                | 143      | 41                 | 75      | 173 | 76  | 67 | 58 | 55     |     |    |    |    |    |
| election.de         | election.de         | 6 de junho de 2024     | 720                | 42                | 138      | 58                 | 85      | 181 | 82  | 69 | 65 | –      |     |    |    |    |    |
| Cassandra-odds.com  | Cassandra-odds.com  | 5 de junho de 2024     | 720                | 38                | 145      | 57                 | 89      | 167 | 84  | 73 | 67 | –      |     |    |    |    |    |
| BiDiMedia           | BiDiMedia           | 4 de junho de 2024     | 720                | 44                | 140      | 46                 | 86      | 177 | 79  | 74 | 74 | –      |     |    |    |    |    |
| Europe Elects       | Europe Elects       | 4 de junho de 2024     | 720                | 38                | 136      | 55                 | 81      | 182 | 79  | 69 | 76 | 4      |     |    |    |    |    |
| Der Föderalist      | Baseline            | 3 de junho de 2024     | 720                | 37                | 136      | 57                 | 81      | 172 | 79  | 66 | 50 | 42     |     |    |    |    |    |
| Der Föderalist      | Dynamic             | 3 de junho de 2024     | 720                | 40                | 137      | 58                 | 85      | 186 | 80  | 78 | 56 | –      |     |    |    |    |    |
| Euronews            | Euronews            | 23 de maio de 2024     | 720                | 43                | 135      | 54                 | 82      | 181 | 80  | 83 | 62 | –      |     |    |    |    |    |
| corneliushirsch.com | corneliushirsch.com | 9 de maio de 2024      | 720                | 43                | 137      | 48                 | 87      | 183 | 82  | 94 | 46 | –      |     |    |    |    |    |
| euobserver          | euobserver          | 5 de junho de 2024     | 720                | 43                | 140      | 52                 | 79      | 178 | 89  | 63 | 76 | -      |     |    |    |    |    |
|                     |                     |                        |                    |                   |          |                    |         |     |     |    |    |        |     |    |    |    |    |
| Eleição de 2019     | Depois do Brexit    | 1 de fevereiro de 2020 | 705                | 40                | 148      | 67                 | 97      | 187 | 62  | 76 | 28 | –      |     |    |    |    |    |
| Eleição de 2019     | Antes do Brexit     | 26 de maio de 2019     | 751                | 41                | 154      | 74                 | 108     | 182 | 62  | 73 | 57 | –      |     |    |    |    |    |

## Participação eleitoral
Cerca de 357 milhões de pessoas podem votar em 27 países.

## Resultados

### Grupos

Maior grupo e distribuição de assentos dentro de cada país.

| 188 136 84 78 76 53 46 27 32                                              |                                                   |       |       |          |
| Partido                                                                   | Partido                                           | Votos | %     | Assentos |
|                                                                           | Partido Popular Europeu                           |       | 26,11 | 188(+12) |
|                                                                           | Aliança Progressista dos Socialistas e Democratas |       | 18,89 | 136(-3)  |
|                                                                           | Patriotas pela Europa                             |       | 11,67 | 84(+8)   |
|                                                                           | Reformistas e Conservadores Europeus              |       | 10,83 | 78(+9)   |
|                                                                           | Renovar a Europa                                  |       | 10,56 | 76(-26)  |
|                                                                           | Verdes/Aliança Livre Europeia                     |       | 7,36  | 53(-18)  |
|                                                                           | Esquerda Unitária Europeia/Esquerda Nórdica Verde |       | 6,39  | 46(+9)   |
|                                                                           | Outros                                            |       | 4,44  | 32(+32)  |
|                                                                           | Não inscritos                                     |       | 3,75  | 27(-35)  |
| Total                                                                     | Total                                             |       | 100   | 720      |
| Fonte: Parlamento Europeu Nota: Os resultados podem mudar com frequência. |                                                   |       |       |          |

## Pós-eleição

### Reações
Antes de todos os resultados serem declarados, Emmanuel Macron dissolveu a Assembleia Nacional Francesa, convocando eleições antecipadas para 30 de junho.
No dia 9 de junho, o primeiro-ministro da Bélgica, Alexander De Croo anunciou que iria renunciar ao cargo devido à derrota de seu partido tanto nas eleições do parlamento europeu quanto nas eleições nacionais belgas.

### Formação do Parlamento
Após a eleição, os grupos políticos do Parlamento Europeu se reconstituem e recrutam novos membros. A primeira sessão plenária do Parlamento Europeu será realizada de 16 a 19 de julho.

### Formação da Comissão
| Possíveis Coalizões                     | Assentos |
| --------------------------------------- | -------- |
| Total de assentos                       | 720      |
| Maioria absoluta (mais de 361 assentos) |          |
| Grupo PPE, S&D, RE                      | 399      |
| Grupo PPE, S&D, RE, V/ALE               | 453      |
| Grupo PPE, S&D, ECR, RE                 | 482      |
| Sem maioria (menos de 361 assentos)     |          |
| Grupo PPE, S&D                          | 324      |
| Grupo PPE, ECR, RE                      | 346      |

Os resultados da eleição confirmam a maioria para os partidos da Comissão von der Leyen, e a mesma coalizão poderia eleger novamente Ursula von der Leyen.
Em 17 de junho, foi realizada uma "reunião informal" do Conselho Europeu, onde os chefes de estado e de governo discutiram o próximo ciclo institucional e seu candidato para a presidência da Comissão. Nos dias 27-28 de junho, haverá uma reunião do Conselho Europeu, onde se espera que os líderes nacionais nomeiem formalmente o Presidente da Comissão Europeia e nomeiem o Alto Representante da União para os Negócios Estrangeiros e a Política de Segurança, bem como elejam o novo Presidente do Conselho Europeu.